# Historia militar de Portugal

La actual bandera militar de Portugal.

La historia militar de Portugal se ha caracterizado por el hecho de que Portugal, a pesar de ser un país relativamente pequeño en extensión, se ha visto implicado en varios conflictos y guerras.

## La Reconquista

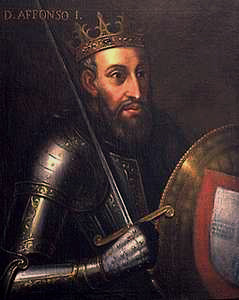
El rey de Portugal don Afonso Henriques.

Durante la Reconquista, don Afonso Henriques, hijo del conde de Portugal, se rebelaría contra su madre, logrando así la independencia del Reino de Portugal e iniciando la Reconquista portuguesa autónomamente. En 1135, se fundó el castillo de Leiría. En 1139 se enfrentaron portugueses y moros en la batalla de Ourique. En 1147 se dieron la toma por los portugueses del castillo de Santarém, la conquista de Lisboa y la batalla de Sacavém (considerada legendaria por la historiografía moderna), en ese mismo año fueron tomados los castillos de Almada y Palmela. Durante el reinado de don Afonso Henriques también se dieron las conquistas de Evoramonte, Beja, Moura, Serpa y Évora. Su hijo, don Sancho I, logró la rendición de la ciudad de Silves. Más tarde, la expansión marítima portuguesa, precedida por la conquista de algunas localidades africanas, fue considerada en parte, como una continuación de la Reconquista.

## Las guerras napoleónicas
Durante las guerras napoleónicas, Portugal fue, durante un tiempo, el único aliado de Inglaterra en el continente. En 1807, después de su respuesta negativa de participar en el sistema continental, las tropas francesas bajo el general Junot invadieron Portugal, tomando Lisboa. Sin embargo, una rebelión popular contra el gobierno de Junot estalló en el verano de 1808 e irregulares portugueses se armaron contra los franceses. Este permitió a un ejército británico, bajo el mando de Arthur Wellesley, Duque de Wellington, desembarcar en Portugal, donde, ayudado por tropas portuguesas, derrotó a Junot en la batalla de Vimeiro; esta primera invasión francesa fue terminada por la Convención de Sintra, negociada por sus superiores, que vergonzosamente permitieron que los hombres de Junot se retiraran tranquilos con su pillaje. Mientras tanto, la rebelión general contra los franceses en España condujo el desembarque de sir John Moore en el norte de aquel país, forzando al mismo Napoleón a conducir un ejército en la Península. Aunque Moore murió, los británicos lograron desenredarse de la Península en la batalla de La Coruña. Portugal, sin embargo, permaneció independiente de los franceses, y Napoleón dejó el mando de las tropas en la península ibérica en las manos del mariscal Soult.

## La segunda y tercera invasión
Soult procedió a invadir Portugal en el norte. Sin embargo, los portugueses resistieron, dando a los británicos el ímpetu para devolver a Wellesley con regimientos adicionales de tropas para ayudar a recuperar la península ibérica. Wellesley, ayudado por los regimientos portugueses restantes se reunieron a duras penas y con la ayuda de guerrilleros españoles, liberó Portugal. Una tercera invasión ocurrió, dirigida por el mariscal Andre Masséna. Las fuerzas anglo-portuguesas lograron parar el avance francés en los fortalecimientos de Torres Vedras y con éxito derrotar a las tropas de Masséna, y lentamente recuperaron la península ibérica. Wellesley fue hecho duque de Wellington en reconocimiento a sus servicios. El ejército portugués fue puesto bajo la orden del mariscal Beresford y fue el más pesadamente contratado bajo su mando en la sangrienta batalla de Albuera. Las fuerzas portuguesas también formaron parte del avance de Wellington en el sur de Francia, 1813-14.

## Las Guerras Liberales
Después de las guerras napoleónicas, los británicos gobernaron Portugal en nombre del rey ausente en Brasil, con Beresford como regente de facto, hasta la revolución de 1820, cuando ellos fueron conducidos y el rey devuelto como un monarca constitucional. Durante los próximos 25 años, la nueva democracia portuguesa experimentó varias agitaciones militares, sobre todo las Guerras Liberales luchadas entre los hermanos don Pedro, exemperador de Brasil y el usurpador absolutista don Miguel. Para afirmar la causa de la reina legítima, su hija Maria da Gloria, Pedro navegó de Terceira en las Azores con una fuerza expedicionaria que consiste en 60 buques, 7500 hombres incluso Alexandre Herculano, Almeida Garrett, Joaquim António de Aguiar y un contingente de voluntarios británicos bajo la orden de los coroneles George Lloyd Hodges y Charles Shaw y efectuó un desembarco en Mindelo en las orillas al norte de Oporto. Oporto fue tomado entonces por las fuerzas liberales, quiénes fueron sitiados por los miguelistas durante casi un año hasta en el julio de 1833 el duque de Terceira era capaz de aterrizar en el Algarve y derrotar las fuerzas de Miguel en la batalla de Almada. Los miguelistas fueron sacados de Lisboa, pero devueltos y atacaron la ciudad vigente, sin éxito. Miguel fue finalmente derrotado en la batalla de Aceiceira, el 16 de mayo de 1834, y capituló unos días más tarde en Evora. Él fue desterrado, aunque sus partidarios siguieran conspirando para su vuelta y problema de causa hasta los años 1850.

## Colonizando África

El mapa rosado, que representa las aspiraciones portuguesas en África durante el.

En el siglo XIX, Portugal se vio involucrado en la repartición de África, ampliando sus territorios en Angola, Mozambique, Cabinda y Guinea-Bissau. 
En 1890, Gran Bretaña envía un ultimátum a Portugal, conminándole a retirar sus fuerzas militares existentes en el territorio comprendido entre las colonias de Mozambique y Angola, en el actual Zimbabue, con el pretexto de un incidente ocurrido entre portugueses y macololos, pero realmente por instigación del magnate de los diamantes sudafricano Cecil Rhodes. La zona era reclamada por Portugal, que la había incluido en el famoso mapa de color rosado, reclamando a partir de la Conferencia de Berlín una franja de territorio que iba de Angola a la contracosta, o sea, a Mozambique.
La imposibilidad de resistencia ante un país tradicionalmente aliado y protector de Portugal llevó al desencadenamiento de graves disturbios y a la inmediata caída del gobierno, siendo nombrado el 14 de enero un nuevo ministerio presidido por António de Serpa Pimentel.

## Primera Guerra Mundial

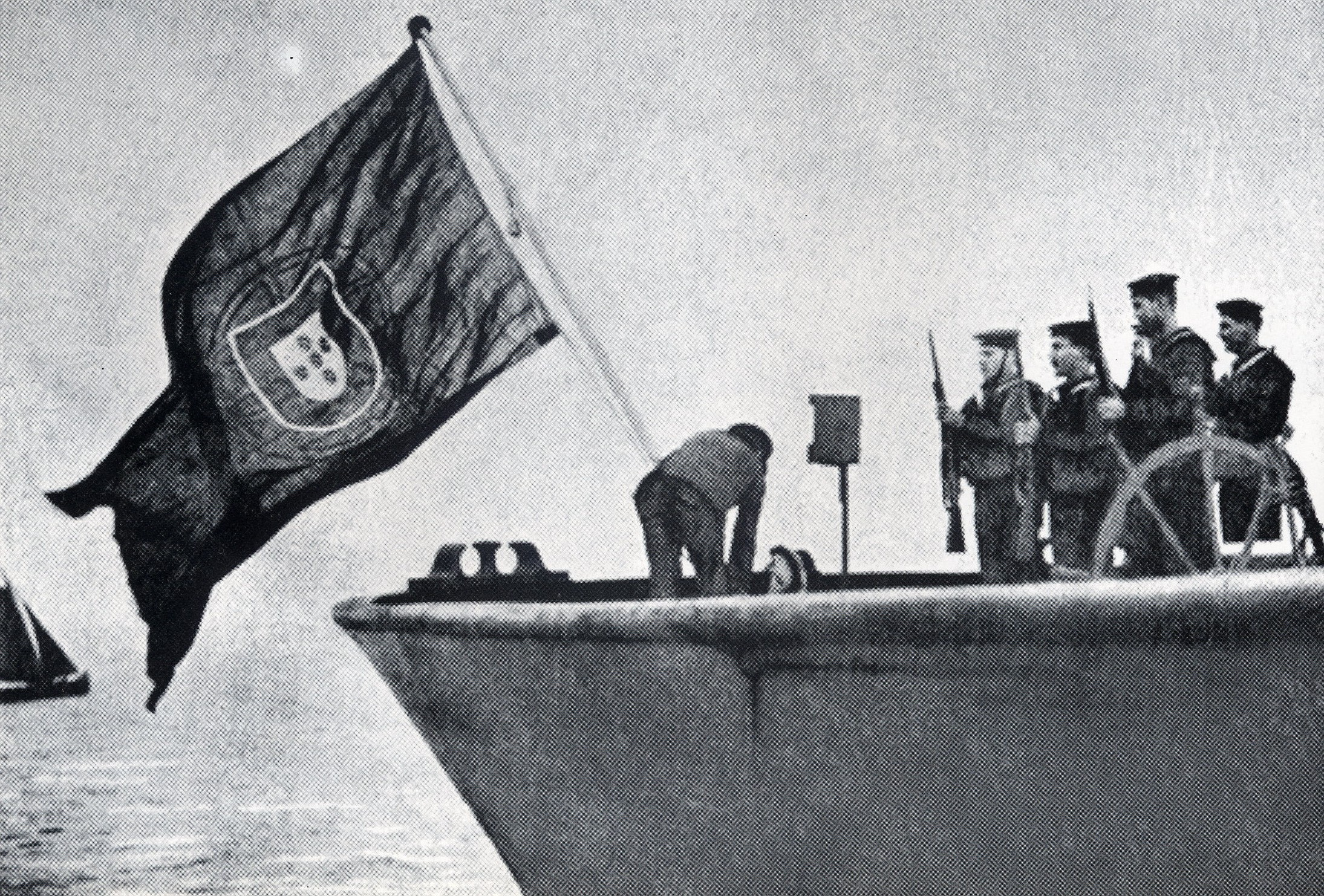
Tropas portuguesas a la Primera Guerra Mundial.

Durante la Primera Guerra Mundial Portugal envió un cuerpo expedicionario de dos divisiones reforzadas (40 000 hombres) a Francia, que luchó junto al Cuerpo XI británico. Las ofensivas alemanas en el sector británico del Frente Occidental golpearon a los portugueses y dejaron como resultado una división destruida en la batalla de La Lys, el 9 de abril de 1918, cuando se hizo conocido en Portugal, la Operación Georgette o la batalla de Estaires a los británicos.
Asimismo en África, una incursión de las tropas restantes de Paul von Lettow Vorbeck evadió a las tropas británicas y logró penetrar relativamente lejos en Mozambique, capturando tropas, requisando armas y suministros, y provocando el malestar entre las poblaciones nativas.
En el Tratado de Versalles, los portugueses adquirieron el triángulo de Kionga de lo que fue una vez África Oriental alemana.

## Segunda Guerra Mundial
Aunque Portugal proclamara la neutralidad en el conflicto, el Ejército Imperial japonés invadió la colonia Timor Portuguesa en Oceanía distante, matando a miles de naturales y decenas de portugueses. En la respuesta, los civiles portugueses se unieron a los Países Bajos y Australia contra los japoneses.

## Guerra colonial portuguesa
Con posterioridad a la Segunda Guerra Mundial, Portugal se vio implicado en campañas de contrainsurgencia contra movimientos guerrilleros dispersados en Angola, Mozambique, y Guinea-Bisáu. Excepto en Guinea portuguesa, donde el PAIGC revolucionario rápidamente conquistó la mayor parte del país, Portugal era capaz de contener fácilmente fuerzas antigobierno por el uso imaginativo de infantería ligera, milicia de defensa de casa, y fuerzas de operaciones especiales aeromóviles, a pesar de embargos de armas de otros países europeos. Durante las campañas de contrainsurgencia en Angola y Mozambique, a Portugal le ayudó considerablemente la inteligencia proporcionada por residentes natales que no apoyaron a las fuerzas revolucionarias. Sin embargo, un golpe militar izquierdista por oficiales militares portugueses, conocido como la Revolución de los Claveles en 1974 volcó el gobierno de Caetano y forzó un cambio radical de actitudes del Gobierno. Afrontado con la condena internacional de sus políticas coloniales y el coste de aumento de administrar sus colonias, Portugal rápidamente se movió para conceder la independencia al resto de sus colonias africanas.

## Época posterior a 1974

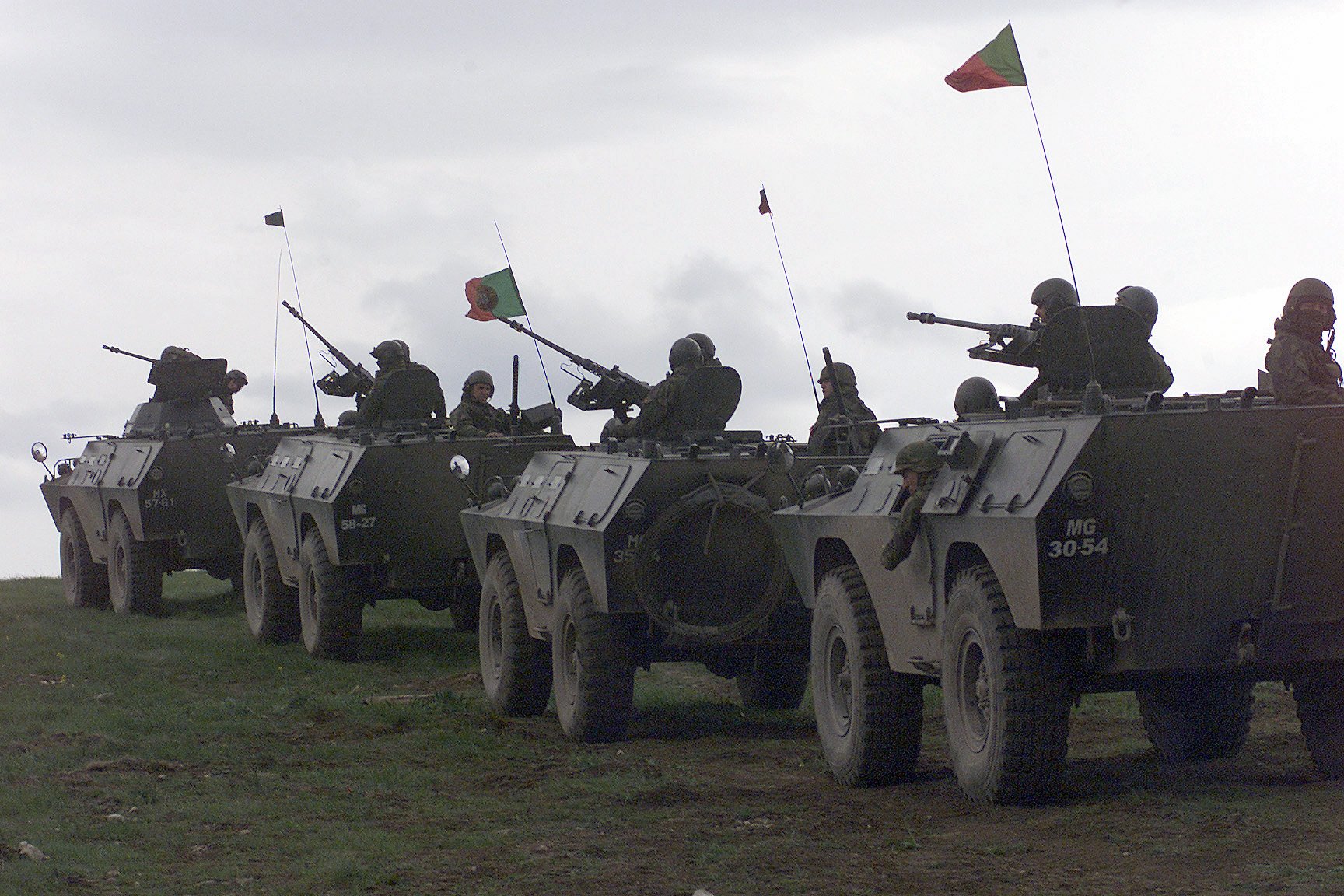
Fuerzas militares portuguesas en misión de paz en Bosnia e Herzegovina.

Portugal fue un miembro fundador de OTAN y, aunque tuviera fuerzas militares escasas, desempeñó un papel fundamental en los acercamientos europeos. Después de 1991, Portugal comisionó varios batallones de infantería y batallones de desembarco aéreo en operaciones internacionales. El Ejército portugués mantiene soldados en Bosnia, Kosovo, República de Macedonia (hoy Macedonia del Norte) y Timor Oriental (alrededor de 6,000 hombres en general) y tiene 128 guardias de policía militares en Irak (Nasiriyah) en control del ejército italiano. Portugal también envió a sus soldados a Afganistán, controlando el aeropuerto de Kabul durante 2005. Como observadores internacionales, los portugueses estuvieron también en Croacia, Georgia y Sáhara Occidental.
- Datos: Q9299550
- Multimedia: Military history of Portugal / Q9299550